# Плодовый (Челябинская область)
Плодовый  — посёлок в Троицком районе Челябинской области. Входит в состав Клястицкого сельского поселения.

## География
Расположен в центральной части района, у границы с Республикой Казахстан, на берегу р. Уй. Рельеф — равнина (Западно-Сибирская равнина); ближайшие выс.— 210 и 216 м. Ландшафт — лесостепь. П. связан шос. дорогами с соседними населенными пунктами. Расстояние до районного центра (Троицк) 11 км, до центра сельского поселения (с. Клястицкое) — 12 км. 

## Население
| 2002 | 2010 |
| ---- | ---- |
| 452  | ↗506 |

(в 1964 — 193, в 1970 — 385, в 1983 — 411, в 1995 — 461). 

## История
Поселок осн. на месте бывшего хутора Двинянинского в 1930-х гг. при создании Троицкого плодво ягодного питомника (с 1951 — Троицкий плодопитомник. совхоз); в 1963 был официально зарегистрирован и получил современное название. 
В 1988 на базе плодосовхоза было организовано уч. х-во «Троицкое» Троицкого с.-х. техникума (с 2005 — унитарное СХПП). 
В поселке имеются детский сад, библиотека, ДК, фельдшерско-акушерский пункт. На территории поселка действует пограничная застава.

## Транспорт
Ходит рейсовый автобус из Троицка

## Улицы
- Западная улица
- Улица Мичурина
- Набережная улица
- Садовая улица
- Нагорная улица
- Приграничная улица